# Clowes-Campusano LQG

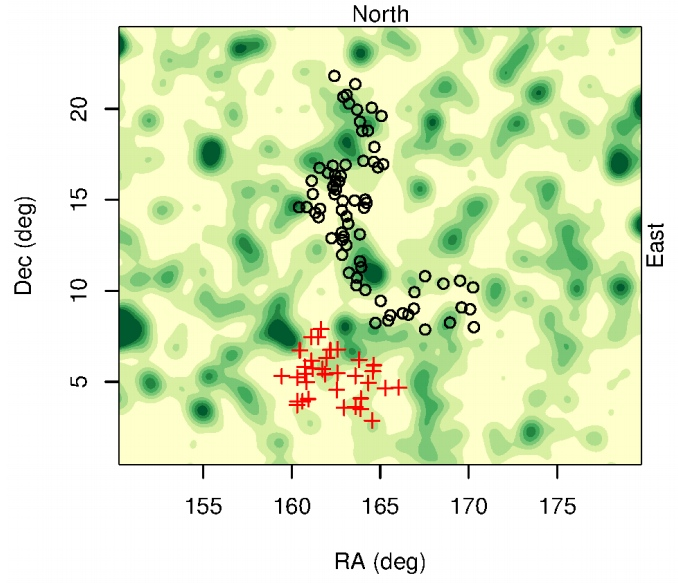

Il Clowes-Campusano LQG (CCLQG), anche noto come LQG 3 o U1.28, è un grande ammasso di 34 quasar che misura circa 2 miliardi di anni luce. È una delle più grandi cosiddette superstrutture dell'universo osservabile. È situato in vicinanza del grande Huge-LQG. Fu scoperto nel 1991 dagli astronomi Roger Clowes e Luis Campusano, dai quali ha preso il nome.

## Caratteristiche
Posto alla distanza di 9,5 miliardi di anni luce in direzione della costellazione del Leone, il Clowes–Campusano LQG è formato da 34 singoli quasar (nuclei galattici attivi estremamente luminosi alimentati da buchi neri supermassicci) lungo una regione di spazio dalle dimensioni approssimative di 2 miliardi di anni luce di lunghezza e 1 miliardo di anni luce di larghezza, il che ne fa una delle più grandi ed “esotiche” strutture nell'universo osservabile. La denominazione alternativa di U1.28 deriva da suo redshift di z=1,28. Altra caratteristica rilevante è la sua posizione sull'eclittica, il percorso apparente che il Sole compie nell'arco di un anno rispetto allo sfondo della sfera celeste. 
Il Clowes–Campusano LQG si trova a 1,8 miliardi di anni luce dallo Huge-LQG, un ammasso di 73 quasar scoperto nel 2012.
Proprio la sua vicinanza allo Huge-LQG ha attratto l'attenzione degli scienziati. In primo luogo perché pur molto vicino a Huge-LQG, le regioni di spazio in cui sono situati i due LQG sono diverse, disomogenee, in confronto ad altre regioni dell'universo con simili dimensioni e redshift. Poi, data la loro estrema vicinanza, si è ipotizzato che in realtà i due LQG facciano parte di una singola struttura, collegata da filamenti intergalattici non visibili. Tuttavia non sono ancora state trovate delle prove a supporto di questa ipotesi.